# Lönnhammar
Lönnhammar är en by i Karislojo i Lojo stad i sydvästra Finland. Först har byn troligen bestått av ett enstaka hemman. Nuförtiden finns det flera små gårdar i Lönnhammar. I byn finns bland annat metallindustriföretaget Mustion Teräs Oy och en stor handelsträdgård för äpplen.